# بری مگی
بری مگی (انگلیسی: Barry Magee؛ زادهٔ ۶ فوریهٔ ۱۹۳۴) ورزشکار دو و میدانی اهل نیوزیلند است.
وی در مسابقات کشوری و بین‌المللی در مجموع برندهٔ ۱ مدال برنز شده‌است.